# Trachypenaeus anchoralis
Trachypenaeus anchoralis är en kräftdjursart som först beskrevs av Charles Spence Bate 1881.  Trachypenaeus anchoralis ingår i släktet Trachypenaeus och familjen Penaeidae. Inga underarter finns listade i Catalogue of Life.